# Los payasos se van
Los payasos se van es una película de cine mudo y en blanco y negro, estrenada el 17 de mayo de 1921 en Santiago de Chile, del director y actor chileno Pedro Sienna, basada en la obra de teatro homónima del escritor Hugo Donoso.

## Argumento
Un pintor llamado Rafael se enamora de la equilibrista de un circo. La sigue por varios pueblos hasta llegar a una aldea donde habitan parientes del pintor. Entonces se da cuenta de que no sirve para errar de un lugar a otro, así que decide establecerse, estimulado por un nuevo amor: una de sus primas, con las que acabará casándose.

## Reparto
- Rafael Frontaura
- Pedro Sienna
- Víctor Domingo Silva
- Margarita Muñoz
- Alfredo Torricelli
- Isadora Reyé
- Laura Palacios
- María Hermosa
- Carlos Valsasnini
- María Álvarez de Burgos